# Хорхаузен (Насау)
Хорхаузен (њем. Horhausen) општина је у њемачкој савезној држави Рајна-Палатинат. Једно је од 137 општинских средишта округа Рајн-Лан. Према процјени из 2010. у општини је живјело 294 становника. Посједује регионалну шифру (AGS) 7141062.

## Географски и демографски подаци
Хорхаузен се налази у савезној држави Рајна-Палатинат у округу Рајн-Лан. Општина се налази на надморској висини од 310 метара. Површина општине износи 5,5 km². У самом мјесту је, према процјени из 2010. године, живјело 294 становника. Просјечна густина становништва износи 54 становника/km².